# Kjell Roar Kaasa
Kjell Roar Kaasa (né le 15 mars 1966 à Telemark en Norvège) est un joueur de football norvégien.

## Biographie
Il est le meilleur buteur du championnat norvégien en 1992 en marquant dix-sept buts avec Kongsvinger IL, permettant à son club de terminer à la 2e place.